# Girish Kasaravalli

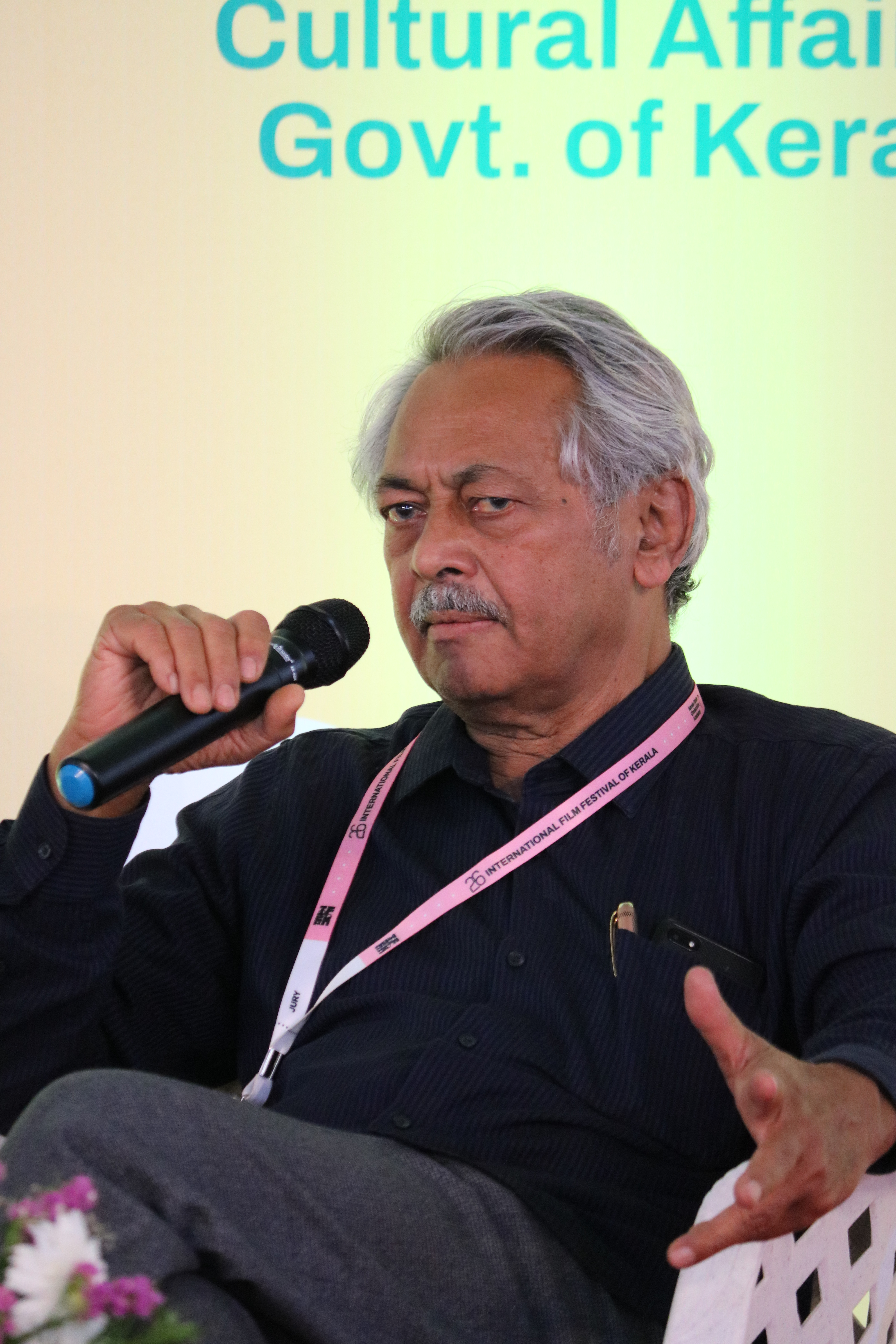
Girish Kasaravalli 2022

Girish Kasaravalli est un réalisateur indien né en 1950 dans le village de Kesalur du district de Shimoga dans l'état du Karnataka. 

## Résumé biographique
Après des études de pharmacie il rejoint l'Institut du Film et de la Télévision de Pune. Il y termine ses études en 1975, avec une spécialisation en réalisation cinématographique. 
Il a été inspiré par le monde des grands réalisateurs du cinéma tels Akira Kurosawa, Satyajit Ray, Yasujirō Ozu, Federico Fellini et Michelangelo Antonioni. C'est ainsi qu'il a pu approfondir sa conviction du cinéma néoréaliste. Bien des années plus tard, lors d'un entretien, il s'est souvenu comment il a été inspiré par ces cinéastes, en particulier Ozu.
Lorsqu'il était en dernière année à l'institut FTII, il a travaillé comme assistant réalisateur avec B.V.Karanth sur son film Chomana Dudi (Le tambour de Chomana). 
Il a terminé ses études cinématographiques avec une médaille d'or. Son premier film en tant qu'étudiant à l'institut cinématographique, Avasesh, a reçu le prix du gouvernement Indien, President's Silver Lotus Award, comme le meilleur film réalisé par un élève de l'institut cinématographique FTII.

## Filmographie
- 1977 :The Ritual (Ghatashraddha)
- 1979 :The conquest
- 1981 : Mooru Daarigalu
- 1986 : Tabarana Kathe
- 1991 : The dwelling
- 1997 : Thai Saheba
- 2001 : Dweepa
- 2002 : Haseena
- 2006 : In the shadow of dog
- 2008 : Gulabi Talkies
- 2010 : Riding the dreams